# Thismia kobensis
Thismia kobensis Suetsugu et al, 2018 è una pianta micoeterotrofica della famiglia delle Burmanniacee, endemica della prefettura di Hyōgo (Giappone).
Il 23 febbraio viene annunciato il ritrovamento presso la città di Sanda, nella prefettura di Hyōgo, di un esemplare di questa, precedentemente ritenuta estinta, dato che l'ultimo esemplare, incompleto, era stato rinvenuto presso Kōbe nel 1992, in una località divenuta nl 1999 area industriale.

## Descrizione
È una specie erbacea priva di clorofilla, dotata di un apparato radicale vermiforme di colore bianco crema. Nel periodo della fioritura sviluppa un fusto di circa 4 cm, dotato di 3–5 foglie, triangolari, biancastre, all'apice del quale si sviluppano da 1 a 3 fiori con perianzio actinomorfo, con sei tepali fusi a formare un calice membranaceo parzialmente trasparente, lungo 12 mm e largo circa 7 mm, con 12 sottili costolature longitudinali, biancastre nella metà inferiore e di colore arancione in quella superiore; dai lobi apicali del perianzio si dipartono tre appendici filiformi lunghe circa 4,5 cm, di colore dall'arancio al bruno, simili alle antenne di un insetto. La Thismia kobensis è distinguibile da Thismia huangii per il suo anello corto ma espanso e molti filamenti corti su ciascun lobo dello stigma.

## Distribuzione e habitat
L'areale della specie sembra essere ristretto alla prefettura di Hyōgo e risulta essere il limite settentrionale asiatico del genere Thismia.